# 3-甲氧基苯環己哌啶
3-甲氧基苯環己哌啶（別稱3-甲氧基苯環利定）是與苯環己哌啶（苯環利定）相關的芳基環己胺類解離型致幻剂，現作為策划药可網上出售。3-甲氧基苯環己哌啶主要具備N-甲基-D-天門冬胺酸受體拮抗劑的特性，亦可與σ1受體及血清素轉運體產生化學反應。3-甲氧基苯環己哌啶既不具備任何阿片活性，亦不具備多巴胺再攝取抑制劑的特性。

## 藥理
3-甲氧基苯環己哌啶在N-甲基-D-天門冬胺酸受體的地佐環平（MK-801）部分的作用下的Ki值為20 nM，在血清素轉運體的作用下的Ki值為216 nM，而在σ1受體的作用下的Ki值則為42 nM。3-甲氧基苯環己哌啶不與去甲腎上腺素轉運體、多巴胺轉運體、σ2受體（Ki>10,000 nM）三者有化學反應。由於3-甲氧基苯環己哌啶與3-羥基苯環己哌啶在結構上相似，而該結構在在芳基環己胺中均與μ-阿片受體、N-甲基-D-天門冬胺酸受體兩者具備高親和性，因此最初普遍預期3-甲氧基苯環己哌啶將具備阿片類藥物活性。然而，配體結合分析的結果顯示3-甲氧基苯環己哌啶就算在其濃度高達10,000 nM時仍不與μ-阿片受體、δ-阿片受體與κ-阿片受體等阿片受體產生化學反應。因此，3-甲氧基苯環己哌啶具有阿片活性的説法現已被視為謬論。
3-甲氧基苯環己哌啶在與N-甲基-D-天門冬胺酸受體結合時比苯環己哌啶具備更高的親和性。此外，3-甲氧基苯環己哌啶在苯環己哌啶的三種茴香基異構體中具備最高的親和性，而2-甲氧基苯環己哌啶（2-MeO-PCP）和4-甲氧基苯環己哌啶兩者則分別次之。

## 化學
3-甲氧基苯環己哌啶可由环己酮和哌啶为原料反应得到。环己酮、哌啶和1,2,3-三唑在甲苯中反应，得到相应的三唑環己哌啶中间体；中间体和3-甲氧基苯基溴化镁或3-甲氧基苯基锂在−78°C的四氢呋喃中反应，三唑基被取代，得到3-甲氧基苯環己哌啶；如3-甲氧基苯環己哌啶再和三溴化硼反应，脱去甲基，則可得到3-羥基苯環己哌啶。3-甲氧基苯環己哌啶鹽酸鹽為白色結晶固體，其熔點為204℃至205℃。

## 歷史
3-甲氧基苯環己哌啶於1979年首次進行合成，以用作研究苯環己哌啶衍生物的构效关系。然而，3-甲氧基苯環己哌啶對人類的影響在1999年方由化名約翰·Q·必格（John Q. Beagle）的化學家提述：必格稱3-甲氧基苯環己哌啶與苯環己哌啶在性質上類似，而兩者的效价强度亦相當。3-甲氧基苯環己哌啶，於2011年開放作研究化學品之用，而此前解離性較低的4-甲氧基苯環己哌啶已開放作研究化學品之用。

## 合法狀態
2012年10月18日，英国藥物濫用顧問局發佈一份有關2-(3-甲氧基苯基)-2-乙胺環己酮的報告，稱“2-(3-甲氧基苯基)-2-乙胺環己酮的危害相當於《1971年濫用藥物法令》下的第二級管制藥品”。報告亦建議將2-(3-甲氧基苯基)-2-乙胺環己酮的所有類似物均列入為第二級管制藥物，並建議同時對所有包括3-甲氧基苯環己哌啶在內的所有當時已有的及未有研究的芳基環己胺進行規管。
多年來，加拿大的《受管制藥物與物質法令》將所有苯環己哌啶的類似物、衍生物、鹽類及其他產物與阿片類藥物、可卡因與其他熱門非法精神藥物一同列入第一級管制藥品。因此，縱使第一級管制藥品列表並未明文列入3-甲氧基苯環己哌啶，其已因而被該法令自動禁止使用，而該法令僅特別將苯環己哌啶與氯胺酮明文列入。
瑞典的公共衛生機構於2014年11月10日建議將3-甲氧基苯環己哌啶歸類為有害物質。捷克亦禁用3-甲氧基苯環己哌啶。